# لوس بالاسيوس ذ فيلافرانكا
لوس بالاسيوس ذ فيلافرانكا (بالإسبانية: Los Palacios y Villafranca) هي مدينة تقع في مقاطعة إشبيلية بإسبانيا. وفقًا لتعداد عام 2006 (المعهد الوطني للإحصائيات)، يبلغ عدد سكان المدينة 35.225 نسمة.

## المدن التوائم – المدن الشقيقة
- لوس بالاسيوس[الإنجليزية]، كوبا
- سان كولومبان[الإنجليزية]، فرنسا
- ريفانازانو تيرم، إيطاليا
- تفاريتي، الجمهورية العربية الصحراوية الديمقراطية

## المشاهير
- خيسوس نافاس (مواليد 1985)، لاعب كرة قدم
- فابيان رويز (مواليد 1996)، لاعب كرة قدم
- غافي (مواليد 2004)، لاعب كرة قدم

## وصلات خارجية
- Los Palacios Cofrade - Holy Week - Los Palacios y Villafranca
- Hermandad de la Borriquita نسخة محفوظة 5 أغسطس 2020 على موقع واي باك مشين. - Web de la Hermandad de la Borriquita de Los Palacios y Villafranca